# Прокълнато наследство
Прокълнато наследство (на испански: Herencia maldita) е мексиканска теленовела, създадена от Каридад Браво Адамс, режисирана от Серхио Хименес и продуцирана от Ернесто Алонсо за Телевиса през 1986-1987 г.
В главните роли са Анхелика Мария и Мигел Палмър, а в отрицателните – Мануел Охеда, Лиляна Абуд, Малена Дория и Маргарита Гралия.

## Сюжет
Адела Белтран е млада жена, която живее с майка си Елиса, която поради пристрастеността си към хазарта в крайна сметка губи цялото състояние, което и двете са получили като наследство. Това принуждава Адела да краде, за да се опита да оцелее.

## Актьори
- Анхелика Мария – Адела Белтран
- Мигел Палмър – Армандо Рохас
- Давид Рейносо – Роберто Рохас
- Мануел Охеда – Рохелио Веларде
- Лиляна Абуд – Клара Веларде
- Марко Муньос – Антоан
- Емилия Каранса – Милагрос
- Маргарита Гралия – Лаура
- Марсела де Галина – Сусан
- Малена Дория – Вирхиния
- Роберто Антунес – Рафаел
- Сусана Александър – Елиса
- Рафаел Амадор – Раул
- Луис Хавиел – Фелипе
- Хорхе дел Кампо – Енрике
- Фабио Рамирес – Мануел
- Маристел Молина – Роса
- Алисия Монтоя – Катрин
- Роберто Карера – Винсент
- Надя Аро Олива – Жанет
- Кета Лават – Естела
- Анхелика Вале – Адела Белтран (дете)
- Кристиан Кастро – Армандо Рохас (дете)
- Хосе Антонио Ферал – Браун
- Серхио Хименес – Артуро Виясеньор
- Ана Луиса Пелуфо – Линда
- Рита Маседо
- Лусиан Силва
- Джери Веласко
- Франсиско Авенданьо

## Премиера
Премиерата на Прокълнато наследство е на 3 ноември 1986 г. по El Canal de las Estrellas. Последният 120. епизод е излъчен на 24 април 1987 г.

## Награди и номинации
- Награди TV y Novelas (1987)

| Категория                            | Номинация      | Резултат   |
| ------------------------------------ | -------------- | ---------- |
| Най-добра теленовела                 | Ернесто Алонсо | Номиниран  |
| Най-добра актриса в отрицателна роля | Малена Дория   | Номинирана |